# Universidade Simón Bolívar
A Universidad Simón Bolívar (USB) é uma instituição pública venezuelana de educação superior, que iniciou suas atividades em 19 de janeiro de 1970 com cursos na área tecnológica. Ernesto Mayz Vallenilla  foi um dos reitores fundadores da Universidade. Sua sede principal está localizada no vale das Sartenejas, no município de Baruta no estado de Miranda. Em setembro de 2007 contava com 9 524 estudantes de graduação e 2.810 estudantes de pos graduação. Uma segunda sede localizada no estado de Vargas foi destruída pelas inundações de 1999 e se encontra atualmente em reconstrução. A USB graduou até 2003 17.500 profissionais da área tecnológica como engenheiros e arquitetos e 4 000 como mestres e doutores.

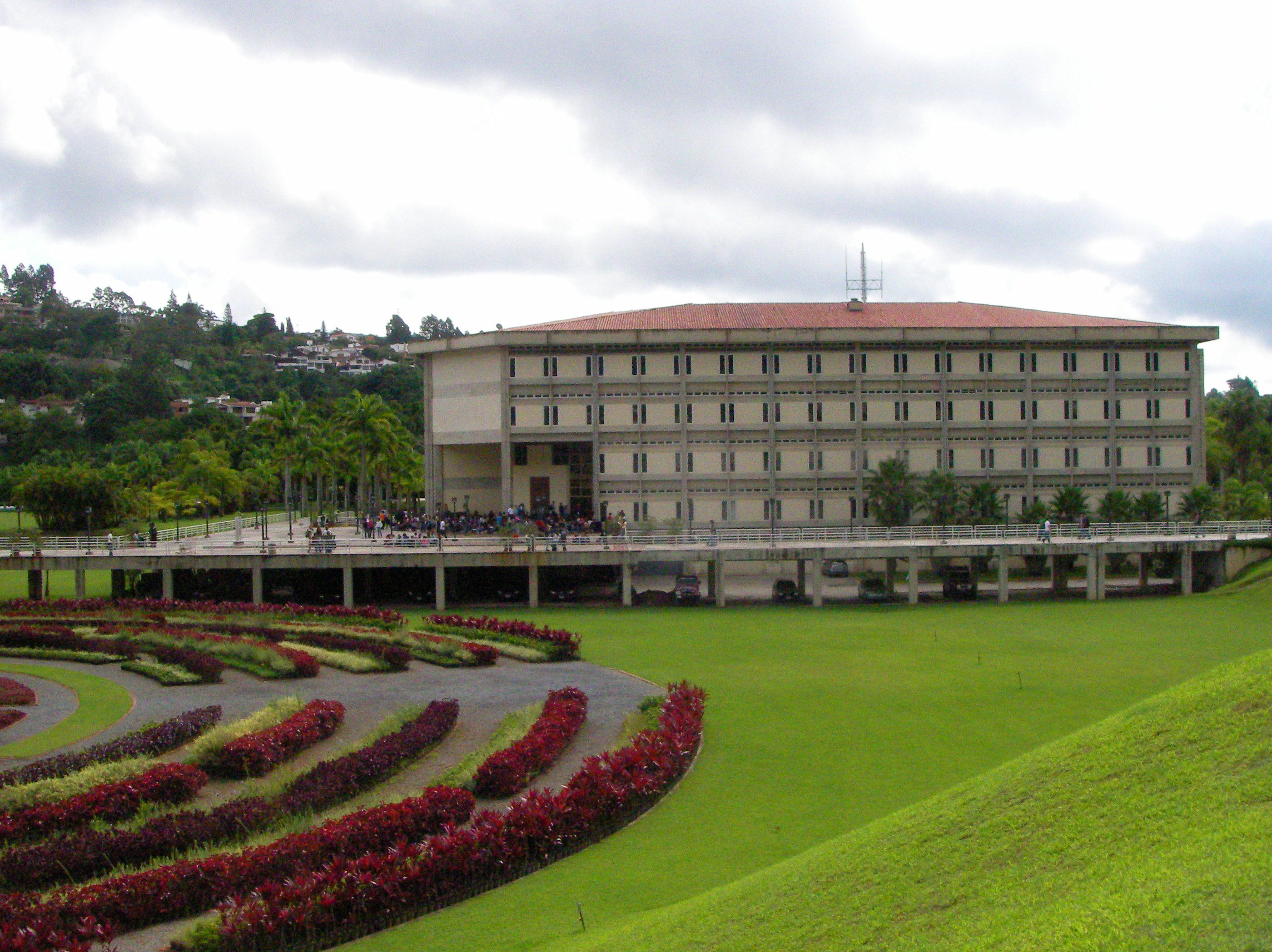
Biblioteca da Universidade Simón Bolívar